# Chester Conklin
Chester Conklin, właśc. Chester Cooper Conklin (ur. 11 stycznia 1886 w Oskaloosa, zm. 11 października 1971 w Van Nuys, Kalifornia) – amerykański aktor i komik.

## Życiorys
Conklin był jednym z trojga dzieci, które dorastały w górniczej rodzinie. Matka zginęła w pożarze, gdy Chester miał 8 lat. Natomiast ojciec był głęboko wierzącym człowiekiem i chciał aby jego syn został ministrem. Chester pracował na początku jako boy hotelowy, potem przeniósł się do Omaha w stanie Nebraska, gdzie narodziło się jego zainteresowanie teatrem i aktorstwem.
Zadebiutował w roku 1913, grając w komedii Hubby w pracy. Następnego roku wystąpił u boku Mabel Normand w serii filmów Mabel’s Strange Predicament, Mabel’s New Job, Mabel’s Busy Day i Mabel at the Wheel. Conklin wystąpił również w 12 filmach wyreżyserowanych przez Charliego Chaplina – pozostali przyjaciółmi na całe życie. Był czterokrotnie żonaty.
W latach 40. jego kariera zaczęła podupadać, aby zarobić na życie w okresie Świąt Bożego Narodzenia przebierał się za Świętego Mikołaja. Chester Conklin zmarł w wieku 85 lat w Kalifornii. Jego ciało zostało poddane kremacji, a prochy rozsypane nad Oceanem Spokojnym.
Za zasługi dla przemysłu filmowego Conklin otrzymał gwiazdę na Hollywood Walk of Fame przy 1560 Vine Street.

## Filmografia
- 1914: Charlie piekarczykiem
- 1914: Charlie kokietuje
- 1914: Charlie i chronometr
- 1924: Chciwość
- 1936: Dzisiejsze czasy